# Загвоздін Микола Андрійович
Микола Андрійович Загвоздін (нар. 1898, село Біча Ішимського повіту Тобольської губернії, тепер Тюменської області, Російська Федерація — розстріляний 21 січня 1940, Москва) — радянський діяч органів держбезпеки, народний комісар внутрішніх справ Узбецької і Таджицької РСР. Входив до складу особливої трійки НКВС СРСР. Депутат Верховної Ради СРСР 1-го скликання (1937—1939).

## Біографія
Народився в родині селянина-бідняка. Закінчив двокласне початкове училище в селі Біча Ішимського повіту.
У травні 1914 — 1916 року — помічник наглядача, наглядач телеграфу в поштово-телеграфній конторі в селах Самарському і Дем'янську Омської губернії. З 1916 по 1918 рік навчався в Омському механіко-технічному училищі, закінчив два класи.
У 1917 році працював слюсарем на заводі «Янтек» в Єкатеринбурзі, був представником Омської ради в правлінні державного пароплавства на річці Іртиш.
Член РКП(б) з березня 1918 року.
У березні — квітні 1918 року — рядовий красногвардійського загону в Омську. Потім був засідателем революційного трибуналу. З квітня по вересень 1918 року переховувався від влади адмірала Колчака в місті Тара, селі Заливному і місті Тюмені.
У вересні 1918 — травні 1919 року — слюсар полкової майстерні в армії адмірала Колчака в місті Тюиені.
У травні 1919 перейшов до Червоної армії. У травні 1919 — червні 1920 року — наглядач зв'язку роти зв'язку 2-ї бригади 25-ї Чапаєвської стрілецької дивізії РСЧА. З червня по серпень 1920 року — слухач партійної школи політичного відділу 28-ї стрілецької дивізії в місті Царицині.
У серпні 1920 — 1921 року — помічник уповноваженого, уповноважений секретного відділу Царицинської губернської надзвичайної комісії (ЧК). У 1921—1922 роках — завідувач економічного відділу Царицинської губернської ЧК. У 1922 році — завідувач секретного відділу Царицинської губернської ЧК. У 1922 — березні 1923 року — начальник політбюро ЧК 2-го Донського округу. У березні — жовтні 1923 року — начальник секретно-оперативної частини Царицинського губернського відділу ДПУ.
У жовтні 1923 — березні 1924 року — помічник начальника 5-го відділення секретного відділу ОДПУ при РНК СРСР.
У березні 1924 — грудні 1926 року — начальник секретно-оперативної частини і заступник начальника Нижньогородського губернського відділу ДПУ.
У грудні 1926 — травні 1929 року — начальник Нижньогородського губернського відділу ДПУ. Одночасно у лютому 1927 — травні 1929 року — начальник особливого відділу 17-ї стрілецької дивізії Московського військового округу в Нижньому Новгороді.
У травні — червні 1929 року — начальник секретно-оперативної частини і заступник повноважного представника ОДПУ по Нижньогородському краю.
У липні 1929 — січні 1931 року — слухач Курсів марксизму-ленінізму в Москві. Потім навчався на вечірньому відділенні Військової академії імені Фрунзе в Москві.
У квітні 1931 — грудні 1932 року — начальник Владивостоцького оперативного сектора ДПУ. Одночасно у червні — грудні 1932 року — начальник особливого відділу Морських сил Далекого Сходу.
У грудні 1932 — липні 1934 року — начальник особливого відділу Повноважного представництва ОДПУ по Середній Азії і начальник особливого відділу Середньоазіатського військового округу. У липні — грудні 1934 року — начальник особливого відділу УДБ УНКВС по Середній Азії. У липні 1934 — серпні 1937 року — начальник особливого відділу ГУДБ НКВС СРСР по Середньоазіатському військовому округу. Одночасно у грудні 1934 — січні 1935 року — заступник народного комісара внутрішніх справ Узбецької РСР.
9 січня 1935 — 19 серпня 1937 року — народний комісар внутрішніх справ Узбецької РСР.
28 вересня 1937 — 9 лютого 1939 року — народний комісар внутрішніх справ Таджицької РСР.
Входив до складу особливих трійок, створених за наказом НКВС СРСР від 30 липня 1937 року, брав активну участь у сталінських репресіях.
Заарештований 9 лютого 1939 року в місті Сталінабаді Таджицької РСР. Засуджений Військовою колегією Верховного суду СРСР 19 січня 1940 року до страти. Розстріляний через два дні. Не реабілітований.

## Звання
- старший майор державної безпеки (29.11.1935)

## Нагороди
- орден Червоної Зірки (19.12.1937)
- знак «Почесний працівник ВЧК—ДПУ (XV)» (20.12.1932)